# 普罗格列斯 (楚河区)
普罗格列斯（俄语：Прогресс），意译“进步村”，是吉尔吉斯斯坦楚河州楚河区下辖的一个村。根据2009年吉尔吉斯共和国人口普查，全村人口为2,303人。